# Hazor

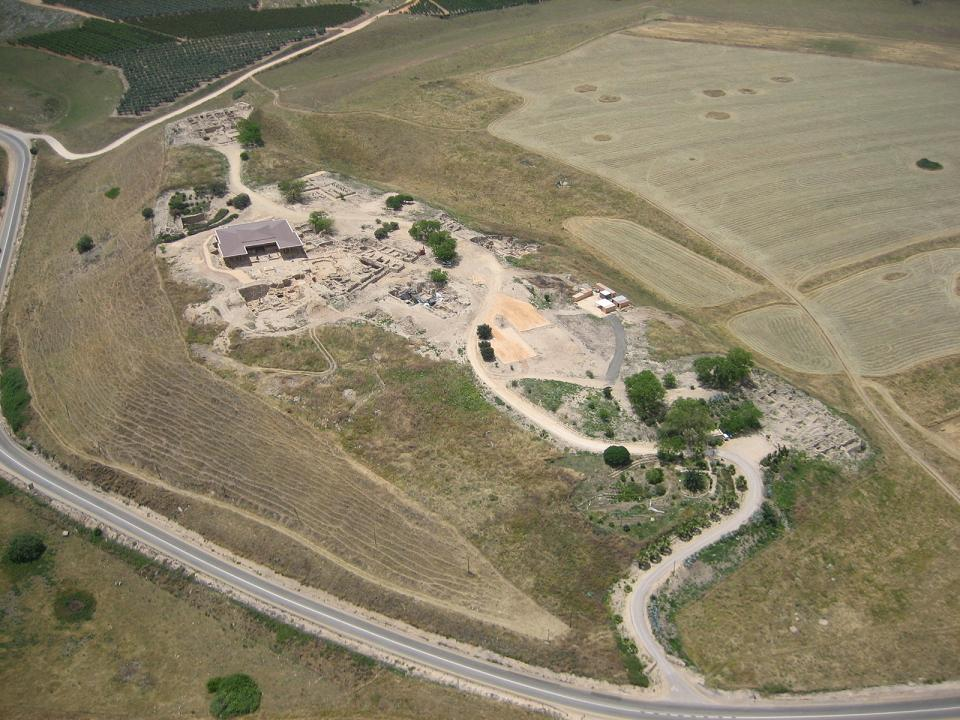
Luftbild des Siedlungshügels

Hazor, auch Hasor bzw. Chazor (hebräisch חָצֹר ḥāṣor, altgriechisch Ασωρ Asōr), war eine bronzezeitliche kanaanitische Metropole auf einem Tell in Ober-Galiläa nördlich des Sees Genezareth. Später wurde sie eine israelitische Stadt und heute ist sie die Ruine, Tell Hazor oder Tell al-Qeḍāh (arabisch تل القضاه) bzw. Tell Waqqas in der Nähe von Safed. Sie war um 1800 v. Chr. die größte Stadt in Kanaan. 2005 wurden die Reste Hazors als Teil der Biblischen Tells – Megiddo, Hazor, Beer Sheba von der UNESCO zum Weltkulturerbe erklärt. Nach dieser historischen Stadt wurde der 1953 gegründete Ort Hazor HaGelilit benannt, der 5 km südlich vom Tell liegt.

## Lage
Tell Hazor liegt im Norden Israels östlich der Fernstraße Kvisch  von Rosch Pina nach Kirjat Schmona beim Kibbuz Ayelet HaShahar. Der Tell ist mit fast 100 ha der größte Tell in Israel. Der Ort war an strategisch für Handel und Feldzüge wichtigen Routen gelegen, die Phönizien, Kleinasien und Syrien im Norden mit Mesopotamien und Ägypten im Süden verbanden. Neben dem Handel war die Landwirtschaft in der fruchtbaren Chulaebene Grundlage für den Wohlstand der für damalige Verhältnisse großen Stadt.

## Geschichte
Die Erstbesiedlung des Hügelteils, auf dem die Oberstadt lag, geht auf den Anfang des 3. Jahrtausends v. Chr. zurück. Die Unterstadt wurde etwa 1800 v. Chr. errichtet. Während der Bronzezeit umfasste Hazor ein Gebiet, das zehnmal so groß war wie das seinerzeit unbedeutende Jerusalem. Die Stadt dürfte zu ihrer Blütezeit mindestens 20.000 Einwohner gehabt haben. Sie trieb Handel und ihre Herrscher hatten eine weitreichende Korrespondenz, wie Tontafeln aus Hazor und Mari zeigen. Ägyptische Ächtungstexte, Amarna-Briefe (EA 148, 227, 228, 364) und Kriegsberichte erwähnen Hazor mehrfach. In der Spätbronzezeit war Hazor als größte kanaanäische Stadt mit einer Fläche von 74 Hektar etwa achtmal größer als Megiddo oder Lachisch. Aus der Stadt stammen diverse Keilschrifttafeln, darunter Briefe, die schon für die Zeit um 1700 v. Chr. internationale Korrespondenzen bezeugen. Hazor war die südwestlichste Stadt eines internationalen Städtesystems, das von Hazor bis in den Iran reichte und in dem sich Herrscher mit Briefen austauschten.

Hazor
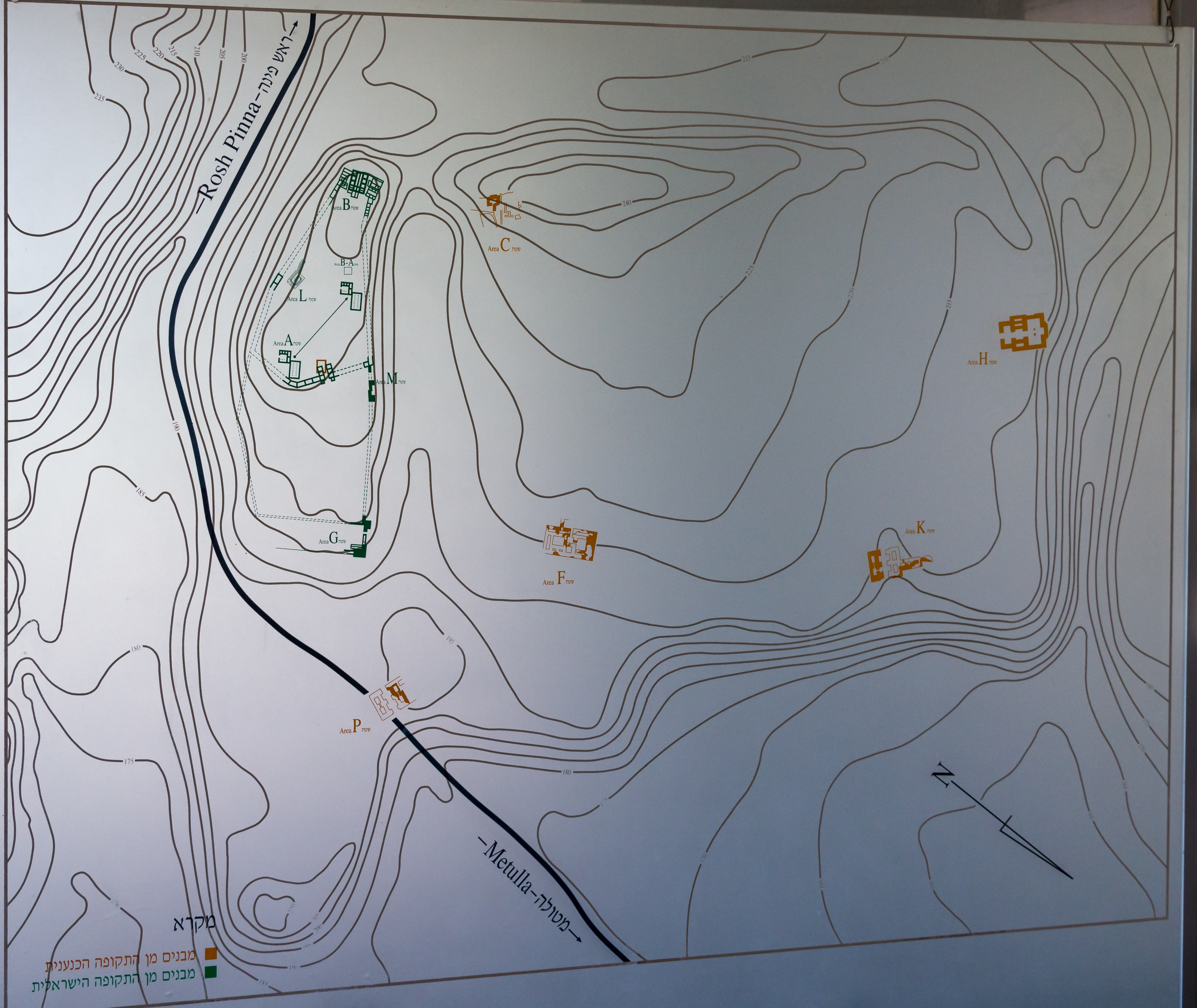
Lageplan
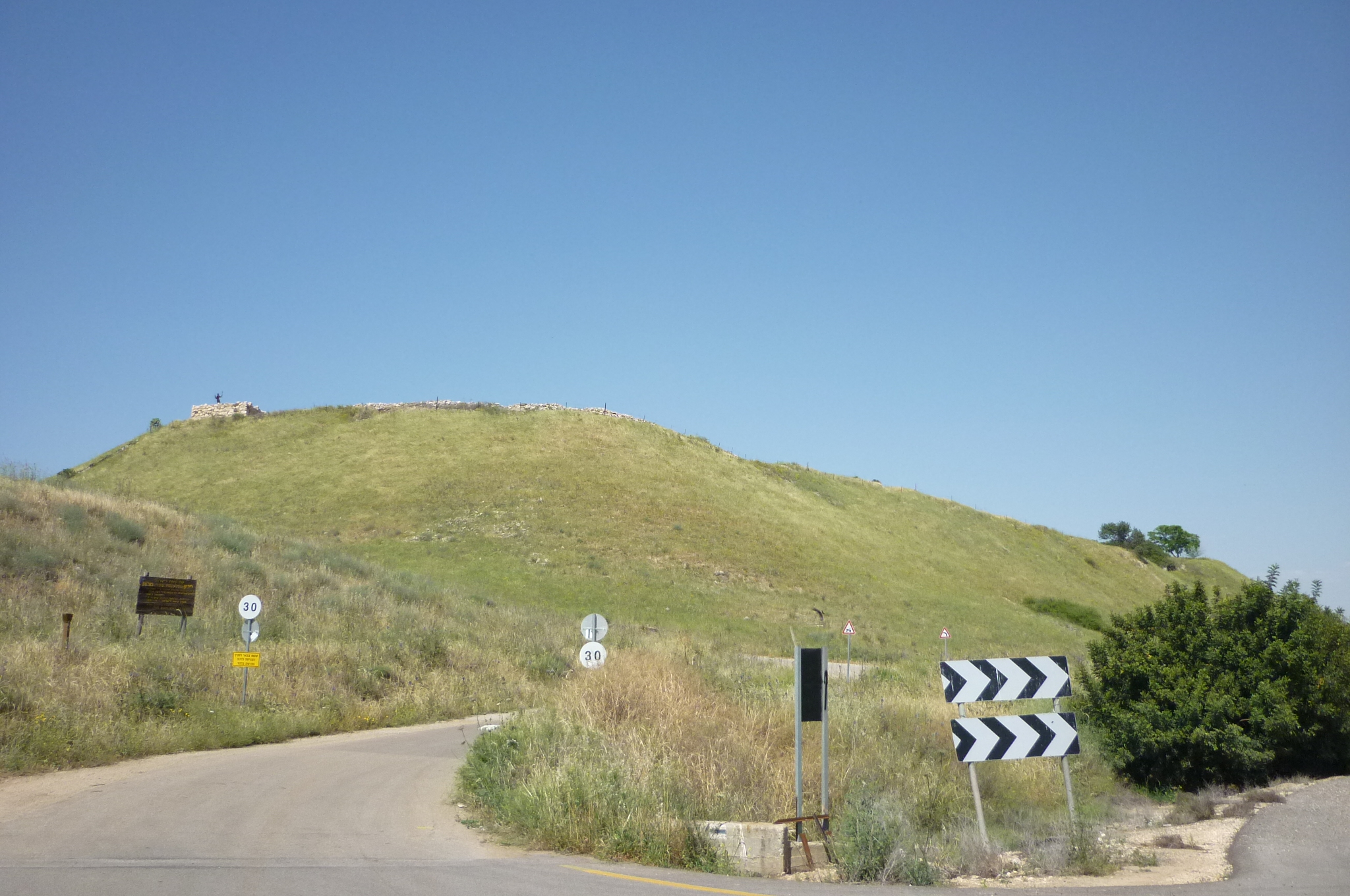
Tell Hazor von Süden mit Turm der Israeliten
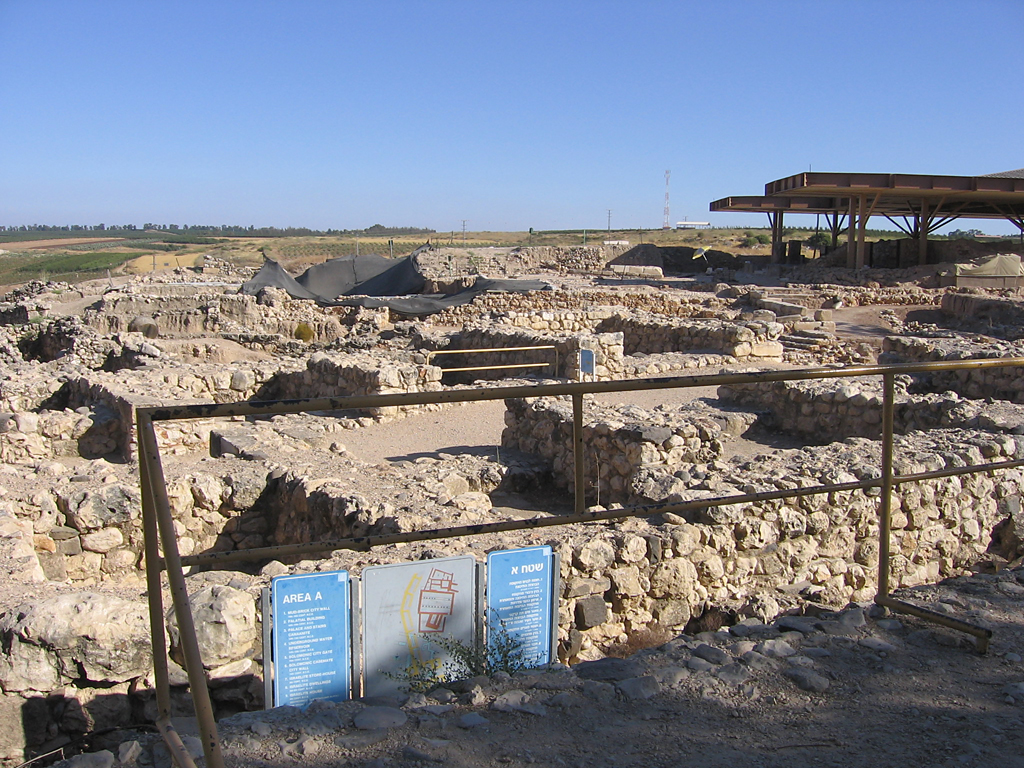
Stadttor mit drei Kammern
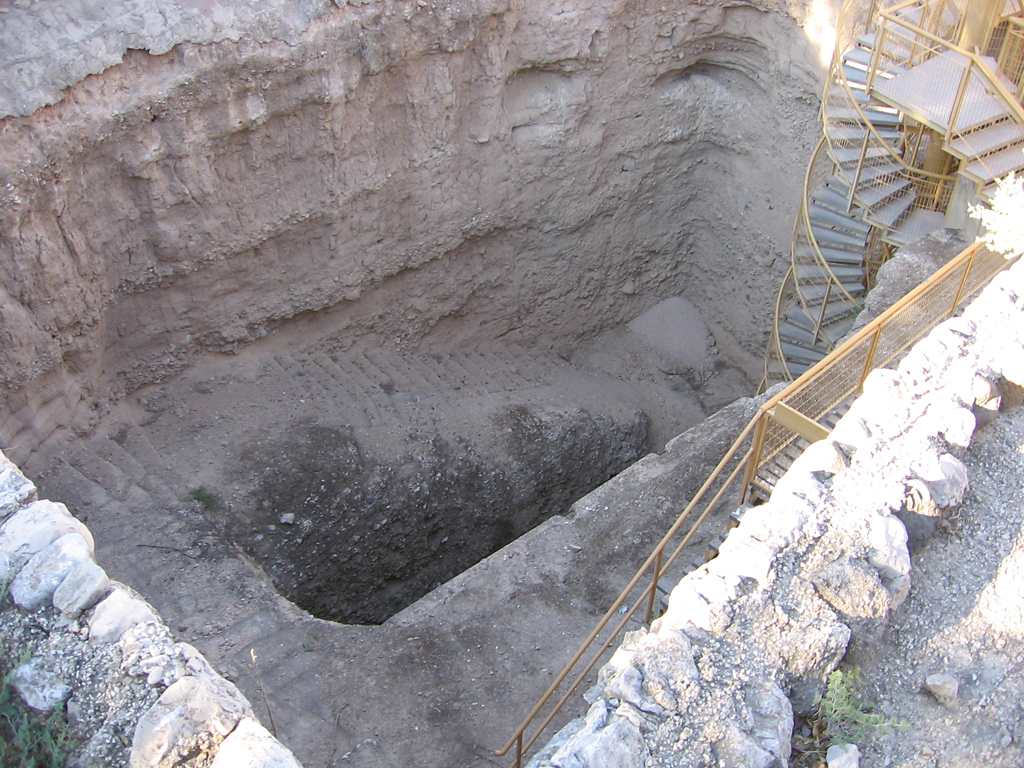
Steintreppe in die Zisterne, rechts moderne Wendeltreppe
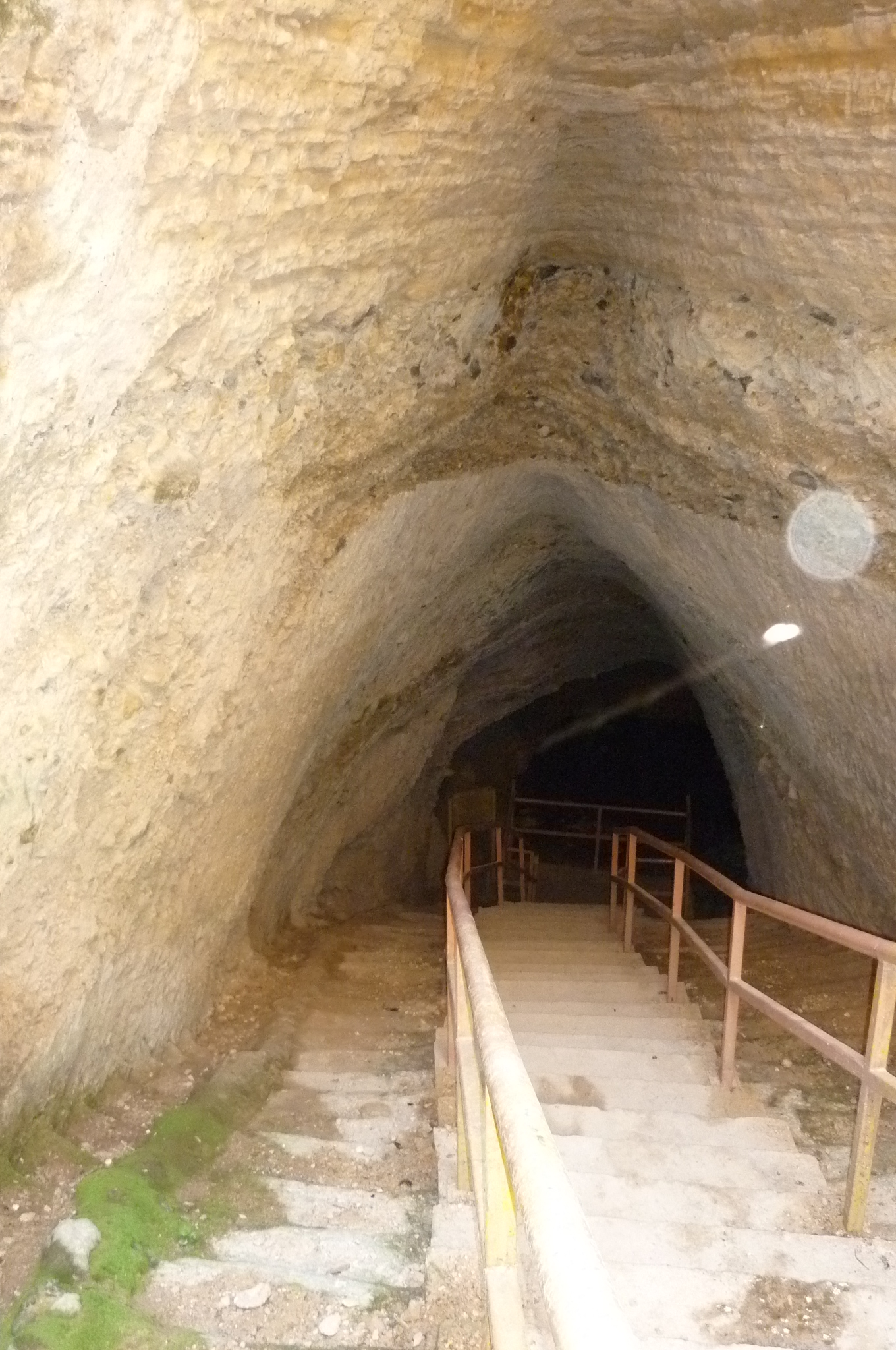
Beginn des Wassertunnels, links: historischer Regenwasserlauf, rechts durch Wall getrennt: historische Treppe; rechts moderne Treppe
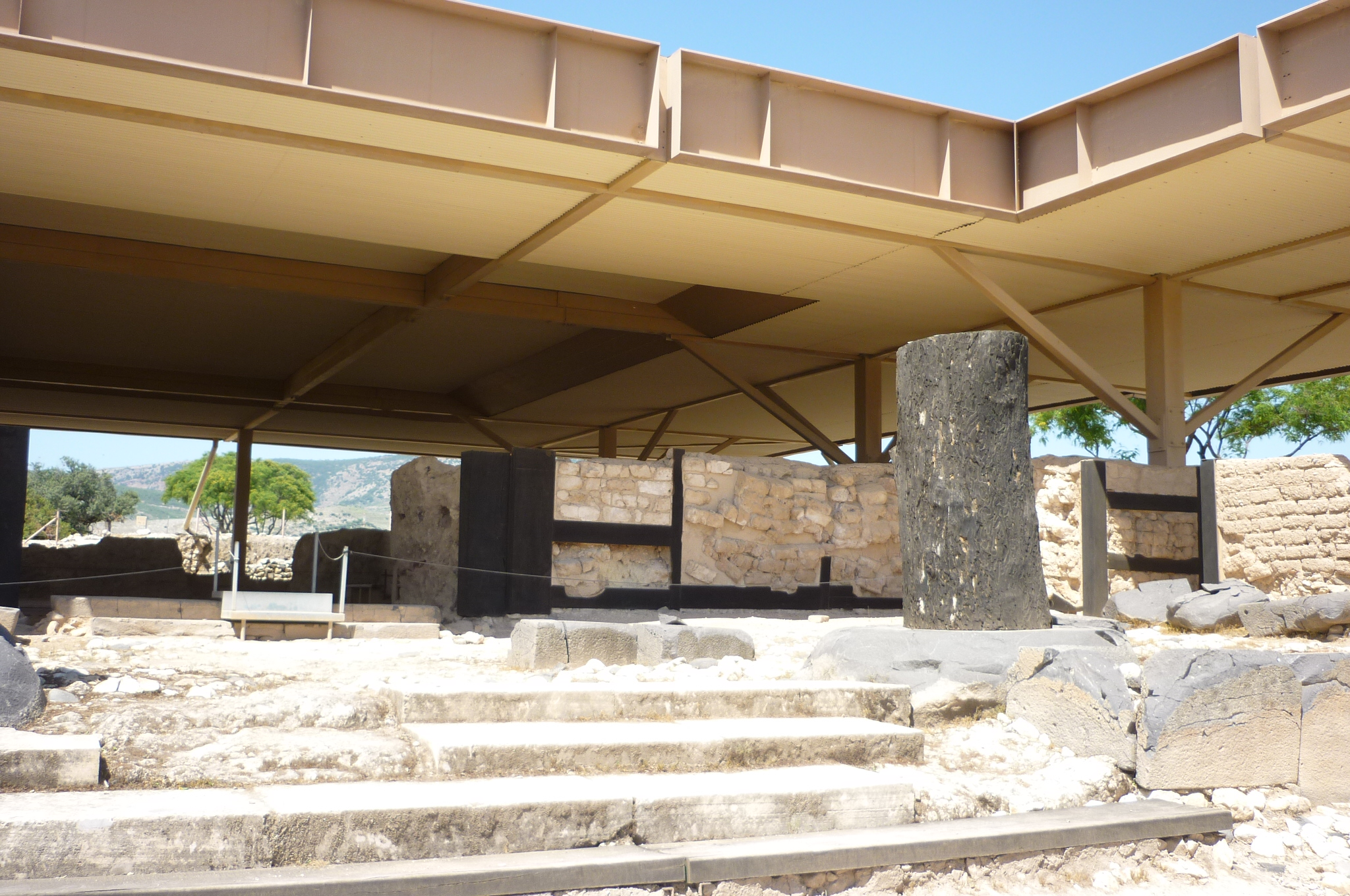
Palast kanaanitischer Könige
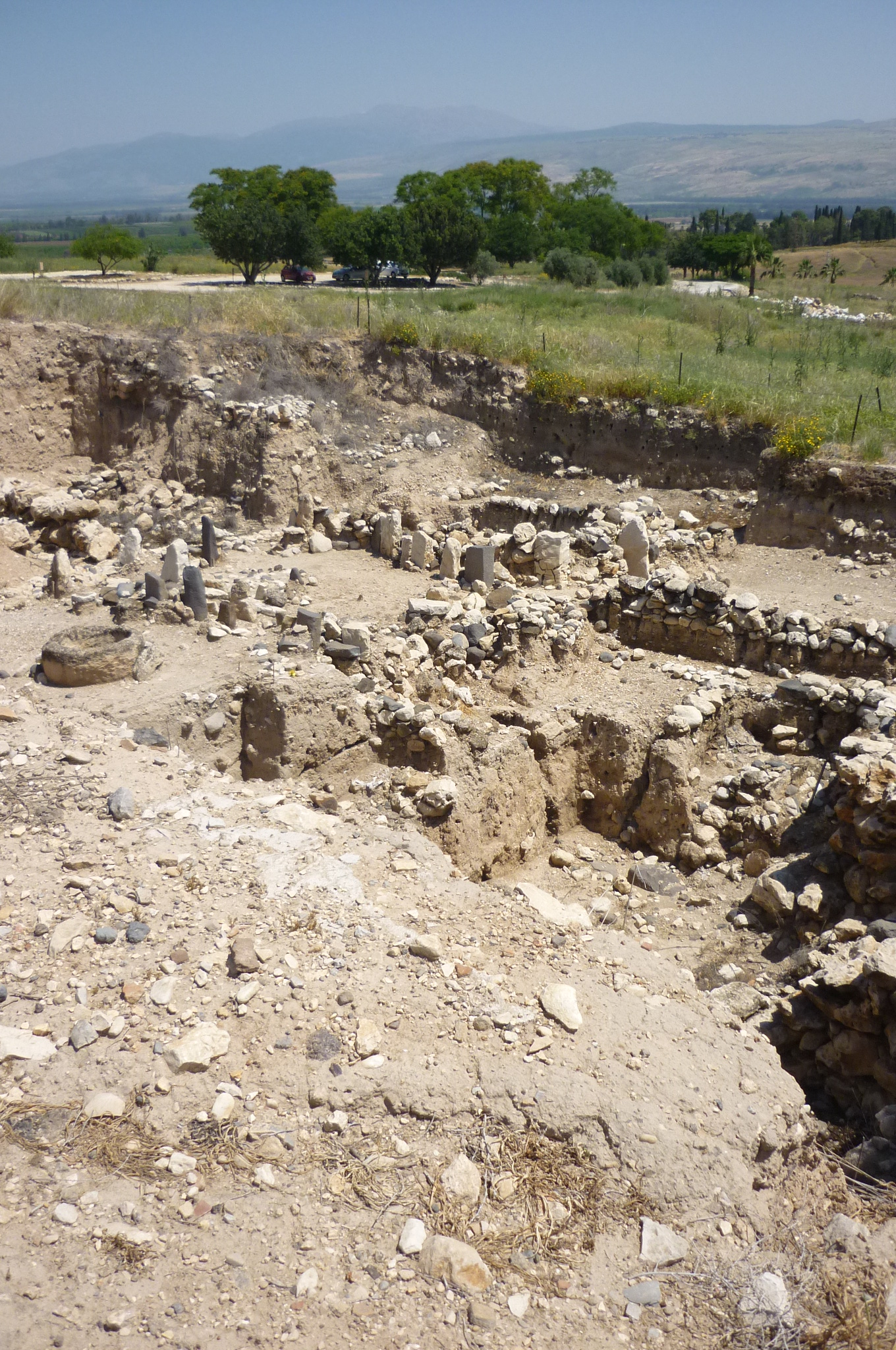
Stelen und Opfertische aus der mittelkanaantiischen Periode; Hintergrund: Chulaebene und Berg Hermon
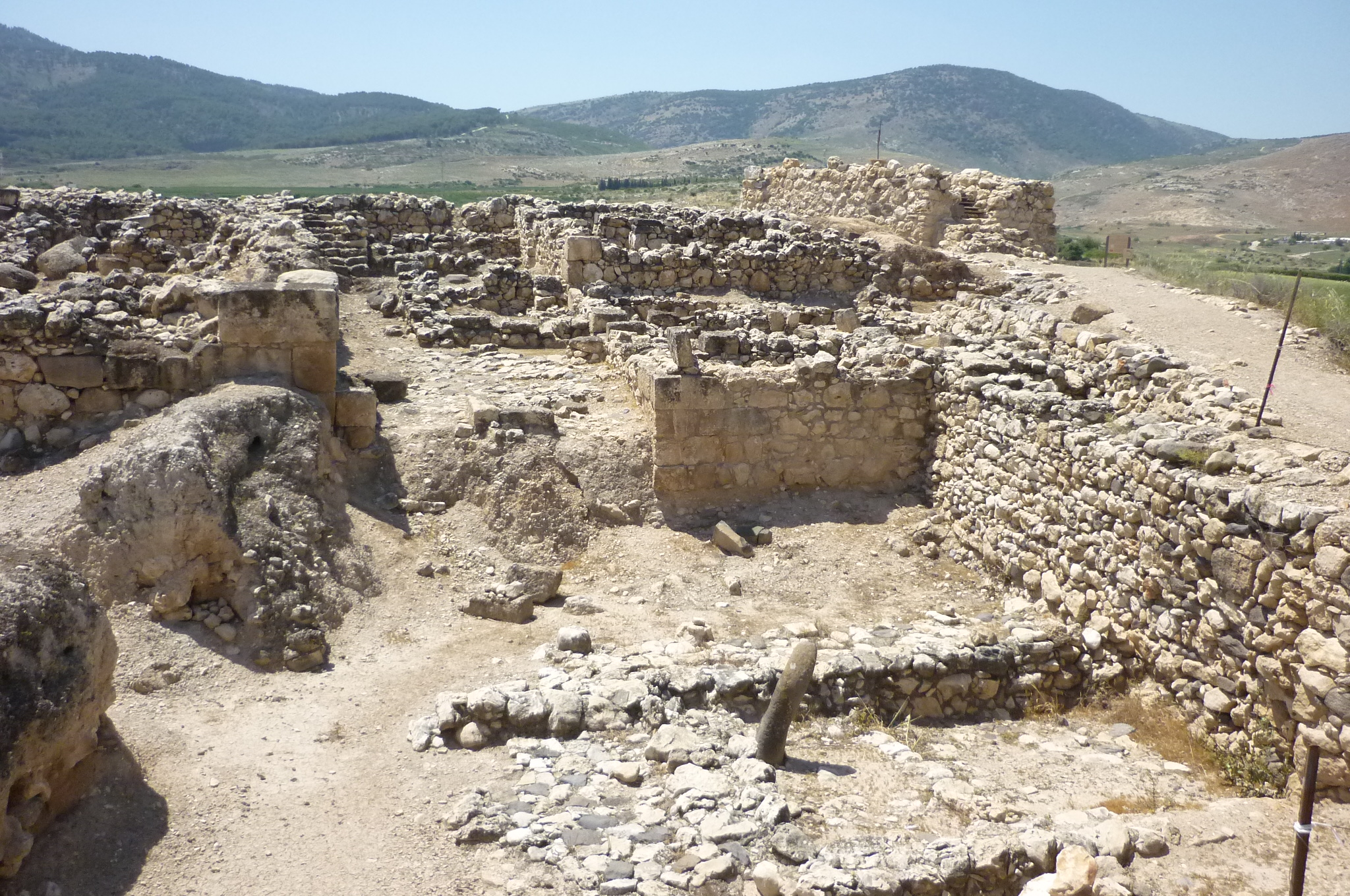
Zitadelle mit Kultplatz (vorn), israelitischer Verteidigungsturm an der Westecke der Oberstadt (hinten)
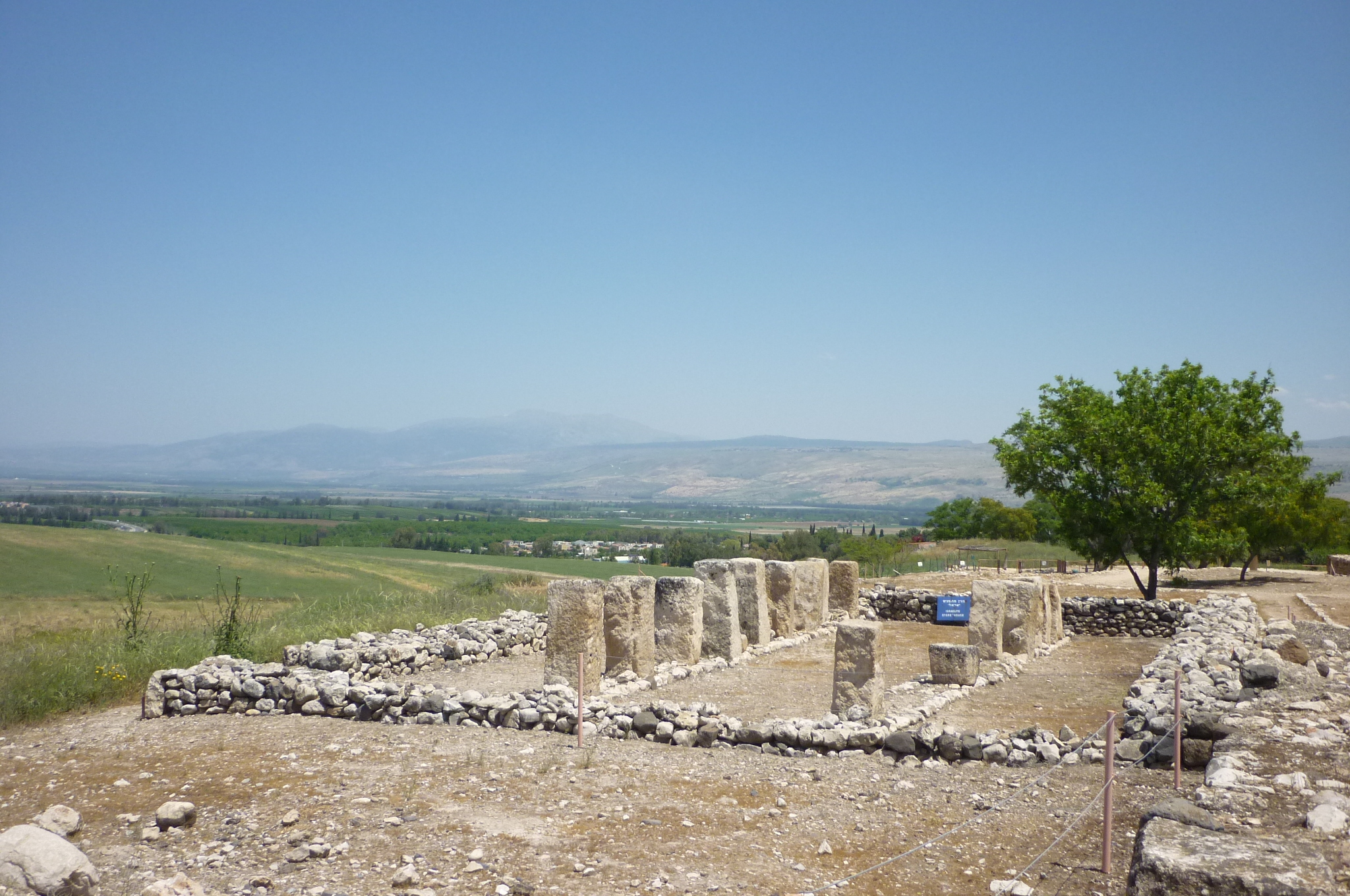
'Säulenhaus', öffentliche Lagerhalle
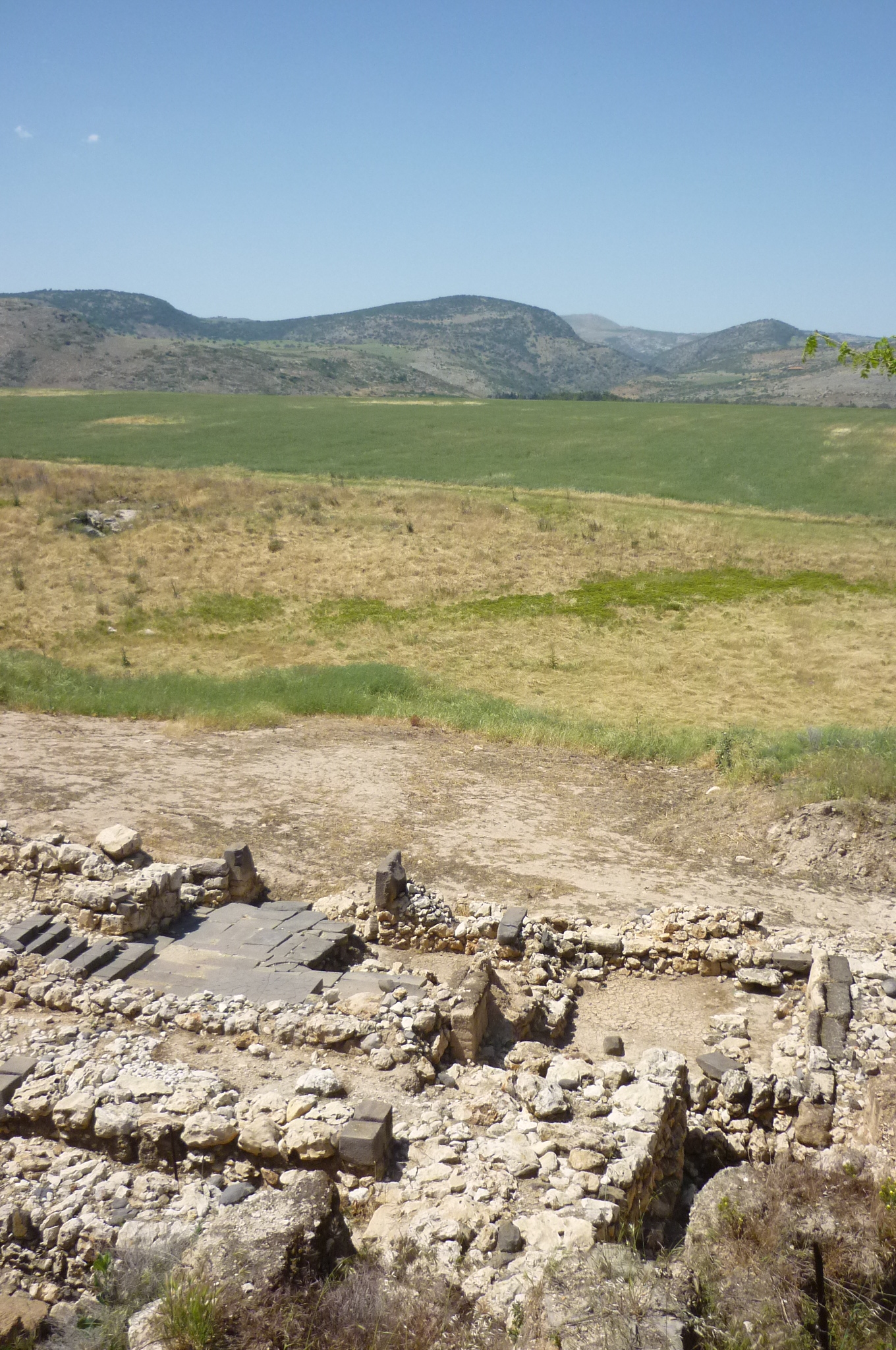
Übergang von Ober- zur Unterstadt mit Basalt-gepflastertem Kultplatz

Im 13. Jahrhundert v. Chr. wurden Ober- und Unterstadt zerstört. Wer für diese Zerstörung verantwortlich war, ist umstritten. Ein Zusammenhang der Zerstörung mit der Landnahme der Israeliten wird diskutiert, aber auch bezweifelt. Danach wurde nur noch die Oberstadt auf dem Hügel besiedelt. Ben-Hadad von Damaskus soll Hazor erobert und Omri anschließend auf kleinerer Fläche erneut aufgebaut haben. Um 733/732 v. Chr. wurde Hazor von den Assyrern unter Tiglat-Pileser III. endgültig zerstört.

## Hazor in der Bibel
In der Bibel findet sich der Ortsname „Hazor“ ungefähr 20 Mal, hauptsächlich im Buch Josua und im Buch der Richter, ebenfalls in den Königsbüchern (1 Kön 9,15  und 2 Kön 15,29 ), bei Jeremia (Jer 49,28 ) und Nehemia (Neh 11,33 ). Er steht für unterschiedliche Orte: Im Stammesgebiet Naftali zum einen En Hazor (Jos 19,37 ) und das hier besprochene Hazor (Jos 19,36 ), sodann Orte im Stammesgebiet Juda: Jos 15,23  und Jos 15,25 . 

Nach dem Bericht im Josuabuch führte König Jabin eine kanaanitische Koalition gegen Josua in die Schlacht und wurde besiegt. Als Folge davon brannte Josua die Stadt Hazor vollständig nieder. Das Richterbuch berichtet von einem Konflikt zwischen König Jabin und den Stämmen unter Führung der Richterin Debora.

## Grabungen
Die ersten Probegrabungen wurden im Jahr 1928 durch den britischen Altertumsforscher John Garstang durchgeführt. Gezielte Ausgrabungen wurden in den Jahren 1955–1958 und 1968/69 von Jigael Jadin in 14 Abschnitten (A–H, K–N, P und BA) in der Ober- und Unterstadt Grabungen durchgeführt. Er erforschte vor allem den Aufbau der Stadt. Der Hügel konnte relativ früh als Siedlungsstätte identifiziert werden, die Funktion des umwallten – später als Unterstadt identifizierten – Areals wurde erst im Verlauf der Grabungen geklärt. Seit den 1990er Jahren werden weitere Grabungen unter der Aufsicht von Amnon Ben-Tor durchgeführt.
Im Sommer 2012 wurde ein Sphinxfragment ausgegraben, das per Inschrift dem ägyptischen Herrscher Menkaura (etwa 2500 v. Chr.) aus dem Alten Reich gewidmet ist. Wie die Sphinx nach Kanaan kam, ist ungeklärt. Sie ist eine der wenigen monumentalen ägyptischen Statuen, die in der Levante gefunden wurden.

## Fundsituation am Ausgrabungsort
Hazor bestand aus der Unter- und der Oberstadt. Die Ruinen der Oberstadt sind offengelegt und touristisch zugänglich. Von der Oberstadt sind Teile der Stadtmauer aus dem 10. Jahrhundert v. Chr. einschließlich des Stadttores mit sechs Kammern ('Salomonisches Stadttor'), auf jeder Seite drei, und zwei Türmen und südlich davon Kasematten sichtbar.
An zentraler Stelle der Oberstadt befinden sich der Palast (rekonstruierte Strukturen von originalen sichtbar getrennt), der kanaanäischen Königen im 16. bis 13. Jahrhundert v. Chr. (späte kanaanäische Periode, Bronzezeit) zeremoniellen Zwecken diente. Diese Bedeutung wird unter anderem durch den Fund einer 'Kulthöhe' ('Bamah', בָּמָה, (Ez 20,29 )) belegt. Stufen führen zum Palasteingang mit zwei großen rekonstruierten Säulen (syrische Pilaster – in der Bronzezeit waren diese in Syrien üblich), die auf original erhaltenen Sockeln stehen. Die unteren Teile der aus Lehmziegeln bestehenden Wände sind mit Basaltsteinen verkleidet (original erhalten), die oberen Teile waren aus Zedernholz. Östlich und südlich des Palastes befinden sich ältere kanaanäische Strukturen, unter anderem Stelen und Opfertische, aus der mittleren kanaanäischen Periode (18. bis 16. Jahrhundert v. Chr.).
Aus der Zeit des israelitischen Königs Ahab stammen das Wassersystem (Zisterne), die Zitadelle mit Kultplatz an der Westecke der Oberstadt sowie Vierraumhäuser und öffentliche Warenlager ('Säulenhaus') im Norden der Oberstadt, während der Turm an der Westecke in der späten israelitischen Zeit Teil des Verteidigungssystems zur Abwehr der assyrischen Eroberung (732 v. Chr.) diente. Auf einer unteren Ebene vor der Zitadelle ist ein kultischer Platz ('Bamah') aus dem 11. Jahrhundert v. Chr. (Zeit der Richter) erkennbar. Östlich vom 'Säulenhaus' und nördlich vom 'Salomonischen Stadttor' befindet sich als Teil bzw. unmittelbar innerhalb der Stadtmauer ein Übergang zwischen der Ober- und der Unterstadt aus der späten kanaanäischen Zeit (16. bis 13. Jahrhundert v. Chr.) mit Basaltplatten gepflasterter Kultplatz einschließlich einer 'Bamah' aus geglätteten Basaltsteinen und mit gebohrten Hohlräumen von 2 cm Durchmesser, die zur Befestigung eines Throns gedient haben könnten. Darüberliegend benachbart sind Gebäudereste aus der Zeit der Könige Salomo (10. Jahrhundert v. Chr.) bis Ahab (9. Jahrhundert v. Chr.) mit Kasematten-Wänden im Abstand von 2,5 m und senkrecht dazu eine Reihe von Räumen, die gegenwärtig (Jahr 2018) noch archäologisch untersucht werden.